# Олег Котов
Олег Валеријевич Котов (рус. Олег Валериевич Котов; Симферопољу, Украјина, СССР, 27. августа 1965) је руски космонаут. Након бављења медицином у оквиру руског свемирског програма, придружио се руској космонаутској групи. Боравио је на три експедиције на међународној свемирској станици и провео више од годину дана у свемиру. Последњи пут је полетео у свемир као члан Експедиције 37/38 од септембра 2013. до марта 2014. године.